# Oblada melanura
Pour les articles homonymes, voir Blade.
Oblade
Genre
Espèce
Statut de conservation UICN

 LC  : Préoccupation mineure
L'oblade ou blade (Oblada melanura) est une espèce de poissons téléostéens de la famille des Sparidae, proche des dorades. C'est la seule espèce du genre Oblada (monotypique).

## Description
Mesurant jusqu'à 50 cm, il est reconnaissable à son corps fuselé, de couleur argentée, et à la tache noire cerclée de blanc qu'il porte sur le pédoncule caudal. C'est un poisson omnivore.
La période de reproduction de l'oblade va d'avril à juin.

## Répartition
Abondant en Méditerranée, il est également présent dans les eaux côtières jusqu'à 40 m de profondeur du sud du golfe de Gascogne jusqu'à Gibraltar. Il fréquente aussi bien les fonds rocheux que la pleine eau.

## Pêche et consommation
Sa chair est comparable à celle de la dorade[réf. souhaitée]. Il est pêché, notamment par la technique du rusquet.